# Automolis
Automolis là một chi bướm đêm trong họ Erebidae.

## Các loài
- Automolis aurantiifusa (Rothschild, 1913)
- Automolis bicolora (Walker, 1856)
- Automolis crassa (Felder, 1874)
- Automolis fuliginosa (Kiriakoff, 1953)
- Automolis incensa (Walker, 1864)
- Automolis meteus (Stoll, 1781)
- Automolis pallida (Hampson, 1901)
- Automolis subulva (Mabille, 1884)